# Crenophylax sperryi
Crenophylax sperryi là một loài Trichoptera trong họ Limnephilidae. Chúng phân bố ở miền Tân bắc.